# Palastplatz
Der Palastplatz (russisch Дворцовая площадь) ist ein zentraler Stadtplatz in Sankt Petersburg und liegt auf der Verbindung zwischen dem Newski-Prospekt und der zur Wassili-Insel führenden Schlossbrücke.

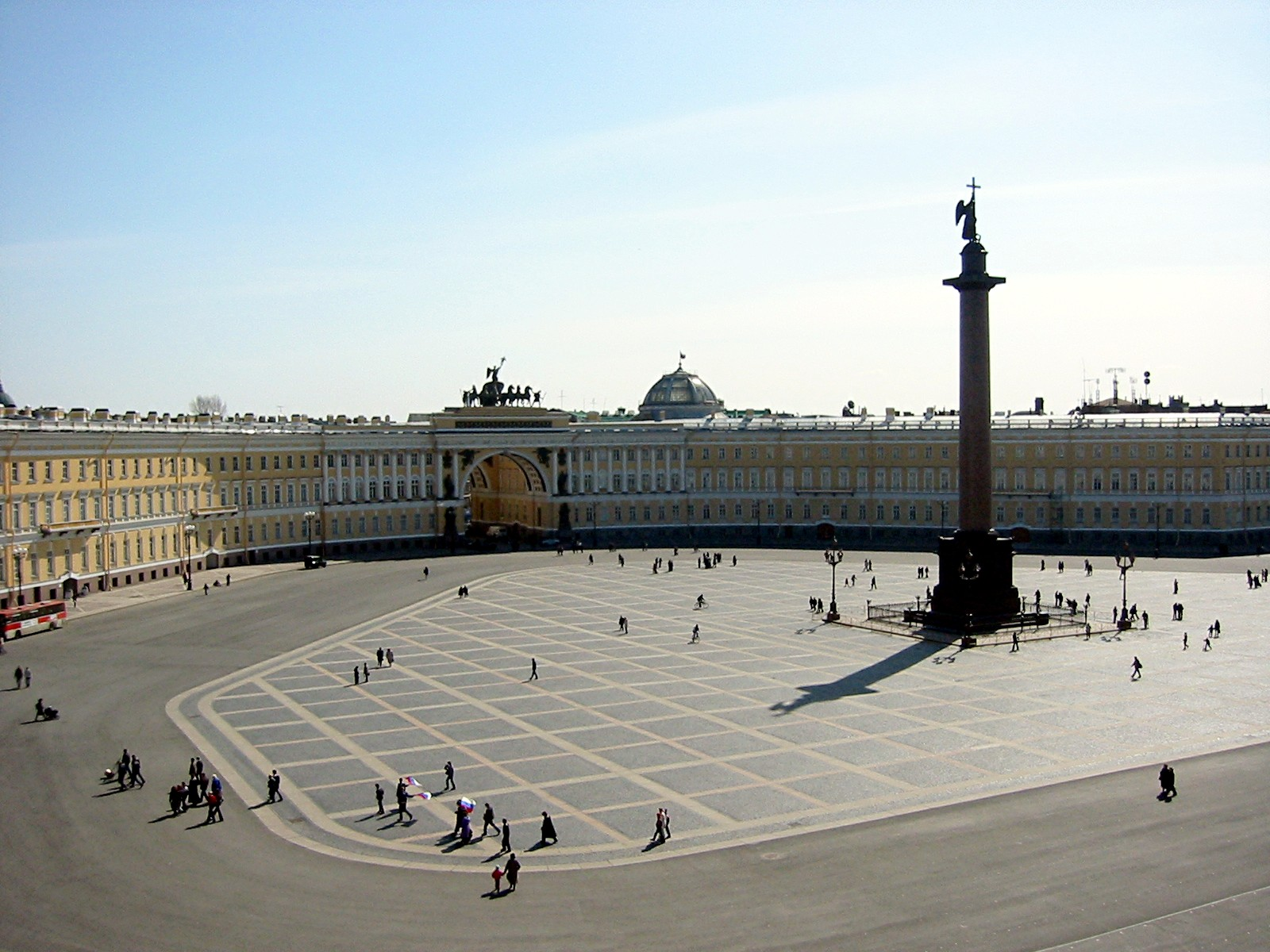
Ansicht des Platzes mit Alexandersäule von einem offenen Fenster der Eremitage aus fotografiert.

Das älteste und bekannteste Gebäude am Platz ist der barocke, weiß-grüne Winterpalast der russischen Zaren (errichtet 1754 bis 1762), der dem Platz seinen Namen gab. Obwohl die angrenzenden Gebäude im klassizistischen Stil errichtet wurden, fügen sie sich perfekt in Größe und Rhythmus des Winterpalastes ein.
Die gegenüberliegende, südliche Seite des Platzes ist bogenförmig von Georg Friedrich Veldten (russisch: Юрий Матвеевич Фельтен) im späten 18. Jahrhundert entworfen worden. Die Pläne wurden jedoch erst ein halbes Jahrhundert später verwirklicht, als  Alexander I. einen Platz als riesiges Monument in Andenken an den russischen Sieg im Vaterländischen Krieg gegen Napoleon plante und Carlo Rossi beauftragt wurde, die bogenförmigen Gebäude des Generalstabs im Stil des Empire zu entwerfen (1819–1821), in die ein doppelter Triumphbogen mit römischer Sestiga integriert ist.
Im Zentrum des Platzes steht die Alexandersäule (1830–1834), die von Auguste de Montferrand entworfen wurde. Die Säule besteht aus rotem Granit und ist mit 47,5 Meter die höchste ihrer Art auf der Welt. Ihr Gewicht beträgt 500 Tonnen.